# 2 г. пр.н.е.
2 (втора) година преди новата ера (пр.н.е.) е обикновена година, започваща в четвъртък или петък по юлианския календар.

## Събития

### В Римската империя
- 5 февруари – Император Август е удостоен от Сената с титлата Баща на отечеството.[1][2]
- Консули на Римската империя са Август (за 13-и последен път) и Марк Плавций Силван. Суфектконсули стават Гай Фуфий Гемин, Луций Каниний Гал и Квинт Фабриций.
- Юлия Старата, дъщеря на Август е наказана със заточение на остров Пандатерия заради обвинения в измяна и прелюбодейство.[2]
- Построен е акведукта Аква Алзиетина. Осветен е Форума на Август с Храма на Марс Отмъстител.[2]
- Приет е Lex Fufia-Canina, който регламентриа броя манумисии (освобождаване на роби) по завещание, които един господар може да извърши.[3]

### В Азия
- Фраат V се възкачва на трона в Партия.[4]

## Починали
- Юл Антоний, син на Марк Антоний и консул през 10 г. пр.н.е..[5]
- Фраат IV, владетел на Партия.[4]